# Musée du Modernisme catalan
Le Musée du Modernisme catalan (MMCAT) (en catalan : Museu del Modernisme Català) est un musée de Barcelone consacré au mouvement artistique du modernisme catalan.

## Présentation
Le musée est inauguré en 2010 dans le quartier de l'Eixample. Il occupe 1000 mètres cadrés sur deux étages, aménagés dans l'édifice moderniste de l'architecte Enric Sagnier, sur la rue Balmes.
Il présente des 350 peintures, sculptures, meubles et vitraux, de 42 artistes représentatifs du courant moderniste et contemporain, d'artistes tels qu'Antoni Gaudí, Joaquim Mir, Hermen Anglada Camarasa, Ramon Casas, Santiago Rusiñol, Joan Busquets et des sculptures de Lluís Graner, Josep Llimona, Eusebi Arnau et Enric Clarasó.
Il est le premier musée consacré au style moderniste catalan ouvert à ce jour au public.

## Localisation et accès
Le musée est accessible par les lignes 2, 3 et 4 du métro de Barcelone à l'arrêt Passeig de Gràcia.